# Abraham Sharp
Abraham Sharp (Horton Hall, 1º giugno 1653 – 18 luglio 1742) è stato un matematico e astronomo inglese.
Nacque a Horton Hall, un villaggio nei pressi di Bradford. Dopo aver frequentato la Bradford Grammar School, fu notato dall'Astronomo Reale John Flamsteed, che lo chiamò a lavorare con lui nel Royal Greenwich Observatory. Sharp si occupò in particolare della costruzione e miglioramento della strumentazione. Alcune sue modifiche resero il telescopio del Royal Observatory uno tra i più avanzati d'Europa. Sharp, assieme a Flamsteed, produsse dati delle eclissi e dei movimenti dei satelliti di Giove.
Durante il periodo in cui visse a Londra, conobbe anche Isaac Newton.
Nel 1691 accettò una posizione di funzionario nei cantieri navali reali di Portsmouth. Nel 1694, dopo la morte di suo fratello maggiore, tornò a Horton Hall, dove rimase per tutta la vita.

## Contributi matematici
Nel 1699 Sharp calcolò pi greco con 71 cifre decimali, un record per allora . Per il calcolo usò la formula
{\displaystyle \pi =2{\sqrt {3}}\left(1-{1 \over 3\cdot 3^{1}}+{1 \over 5\cdot 3^{2}}-{1 \over 7\cdot 3^{3}}+\cdots \right)}
detta a volte serie di Sharp, ma in realtà dovuta al matematico indiano Madhava
Nel 1717 pubblicò l'opera Geometry Improved, in cui tratta le proprietà dei poliedri regolari, dando tavole di dati e metodi particolareggiati per la loro costruzione.
Il cratere lunare Abraham Sharp, nel mare Imbrium, con diametro di 40 km e profondità di 3,2 km, prende il suo nome.